# Веселин Савов
Веселин Савов е български актьор.

## Биография
Роден е в град Стара Загора. Завършва гимназията „Христо Ботев“ в града. В неговия репертоар влизат над 100 роли, както на театрална сцена, така и на големия екран. Въпреки поканите от София, той предпочита да остане в театър „Гео Милев“ в родния си град. Със състава на този театър извършва гостувания в Русия, Сърбия и други страни.
Той е и заместник-директор на театъра. Камерната сцена, известна на старозагорци като „Старият театър“, днес носи неговото име.
Веселин Савов умира на 61-годишна възраст след дълго боледуване.

## Филмография
- Петимата от РМС - (в 1 серия: I)
- Легенда за върха (тв, 1975)
- Завещанието (1974) - партизанинът Радко, брат на Марин
- Опак човек (тв, 1973) - Миладин
- Ямурлукът (1969)
- Танго - Борис Йорданов, затворник
- Шибил (1967)